# Lloyd Langlois
Lloyd Langlois (11. listopadu 1962) je kanadský akrobatický lyžař, skokan. Je bronzový olympijský medailista z roku 1994 z her v Lillehammeru. Na stejné umístění dosáhl i o čtyři roky dříve, kdy byly akrobatické skoky zařazeny do programu jako ukázkový sport.

## Přehled sportovních úspěchů
- ZOH 1988 - 3. místo (ukázkový sport)
- ZOH 1994 - 3. místo
- MS 1986
- MS 1989
- SP 1984/85 (6x  v 9 závodech)